# Pfändler-ásósáska
A Pfändler-ásósáska (Xya pfaendleri) az ásósáskafélék családjába tartozó, Eurázsiában honos rovarfaj.

## Megjelenése
A Pfändler-ásósáska testhossza a hím esetében 4-5,5 mm, a nőstény 5-6,5 mm. Majdnem teljesen fekete színű, a potroha és a lába szürke vagy barnás lehet, némi világos-narancssárgás mintázattal. Feje felülről kissé lapított, szemei viszonylag nagyok. Torpajzsa domború, fényes fekete színű, az oldallebeny hátsó sarkának pereme fehéres. Elülső lábának felkarján hosszában sárgás csík húzódik. Csápjai fonalszerűek, 10-12 szelvényből állnak és némileg hosszabbak, mint a tarka ásósáska esetében. A hátsó lábak erős ugrólábak, a mellsők kis ásólábbá módosultak. Az elülső szárny rövid (rövidebb a hátsónál), kemény és fekete színű, néha hosszanti erezet látható rajta. Gyakran találkozhatunk hosszúszárnyú példányokkal is. A hímek és nőstények nagyon hasonlóak (a tojócső redukált és csak kis domborulatként figyelhető meg a 9. potrohszelvény és a szubgenitális lemez között) a terepen elsősorban méretük alapján különböztethetők meg. 
Nem ciripel. Találkozáskor csápjaikkal tapogatják végig egymást. A hím esetében udvarló viselkedés is megfigyelhető.  

### Hasonló fajok
A tarka ásósáskával lehet összetéveszteni.

## Elterjedése
Eurázsiában honos, Délkelet-Európától egészen Indiáig. Európában a Balkánon és a Kárpát-medencében fordul elő, elterjedésének nyugati határa Ausztriában, kb. Bécs-Graz között található. Magyarországon a Dunántúlon és az Alföldön egyaránt előfordul. 

## Életmódja
Folyók, tavak ritkás növényzetű, homokos partjain él, gyakran a tarka ásósáskával együtt. Éjjel aktív. Nagyon jól tud ugrani (akár fél métert is) és úszni. Lábai felépítésének köszönhetően a vízből egyenesen ki tud ugrani. A nedves, homokos talajban járatokat ás vagy az üledékből és homokszemekből - miután utóbbiakról lerágta az algaréteget - rövid életű alagutakat épít, napközben vagy veszély esetén itt keres menedéket.   
Kifejlett példányai tavasztól őszig előfordulnak. A lárvák és a felnőttek is áttelelnek. A nőstény a talajba rakja petéit, amelyekből kb. 15 nappal később kelnek ki a lárvák. 

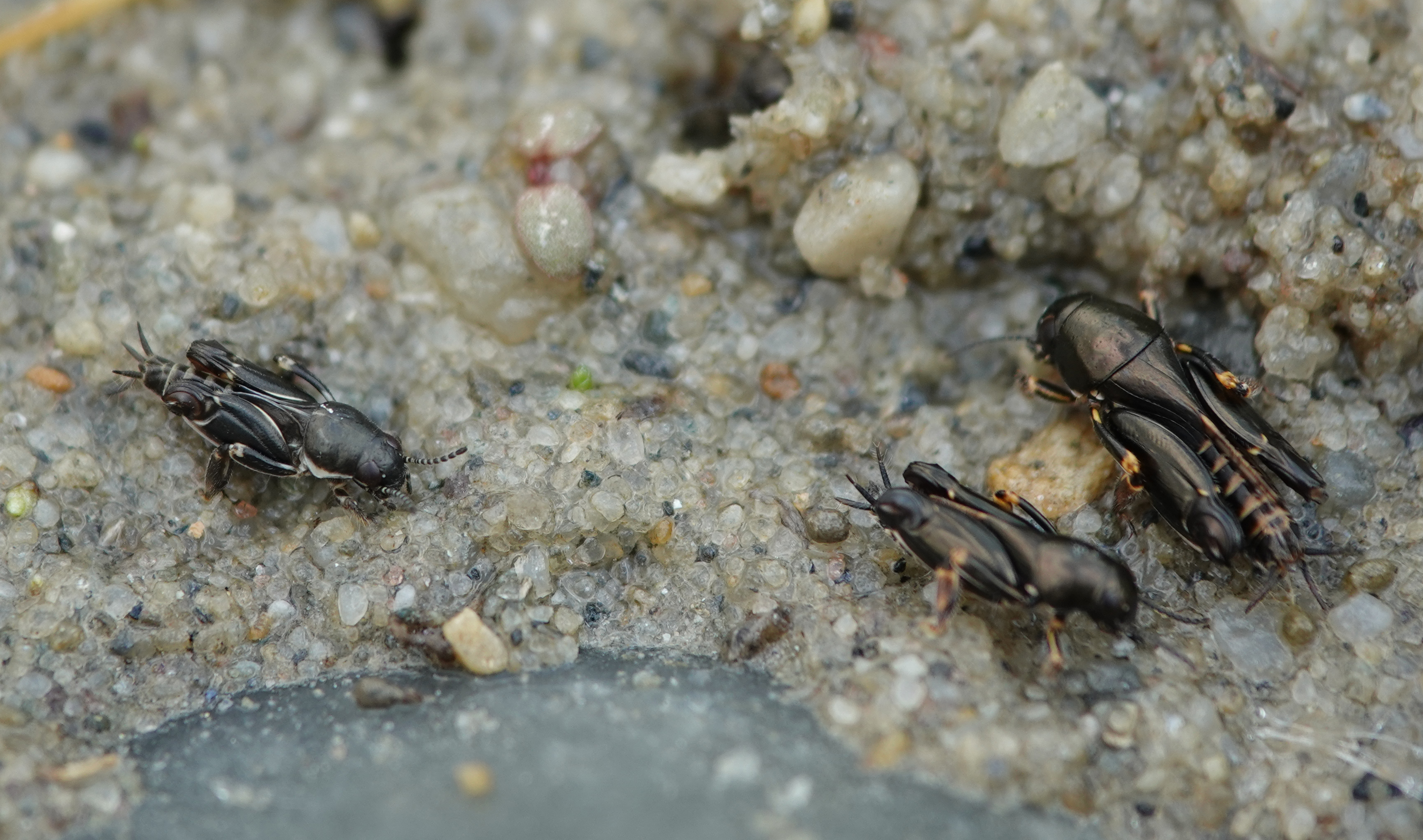
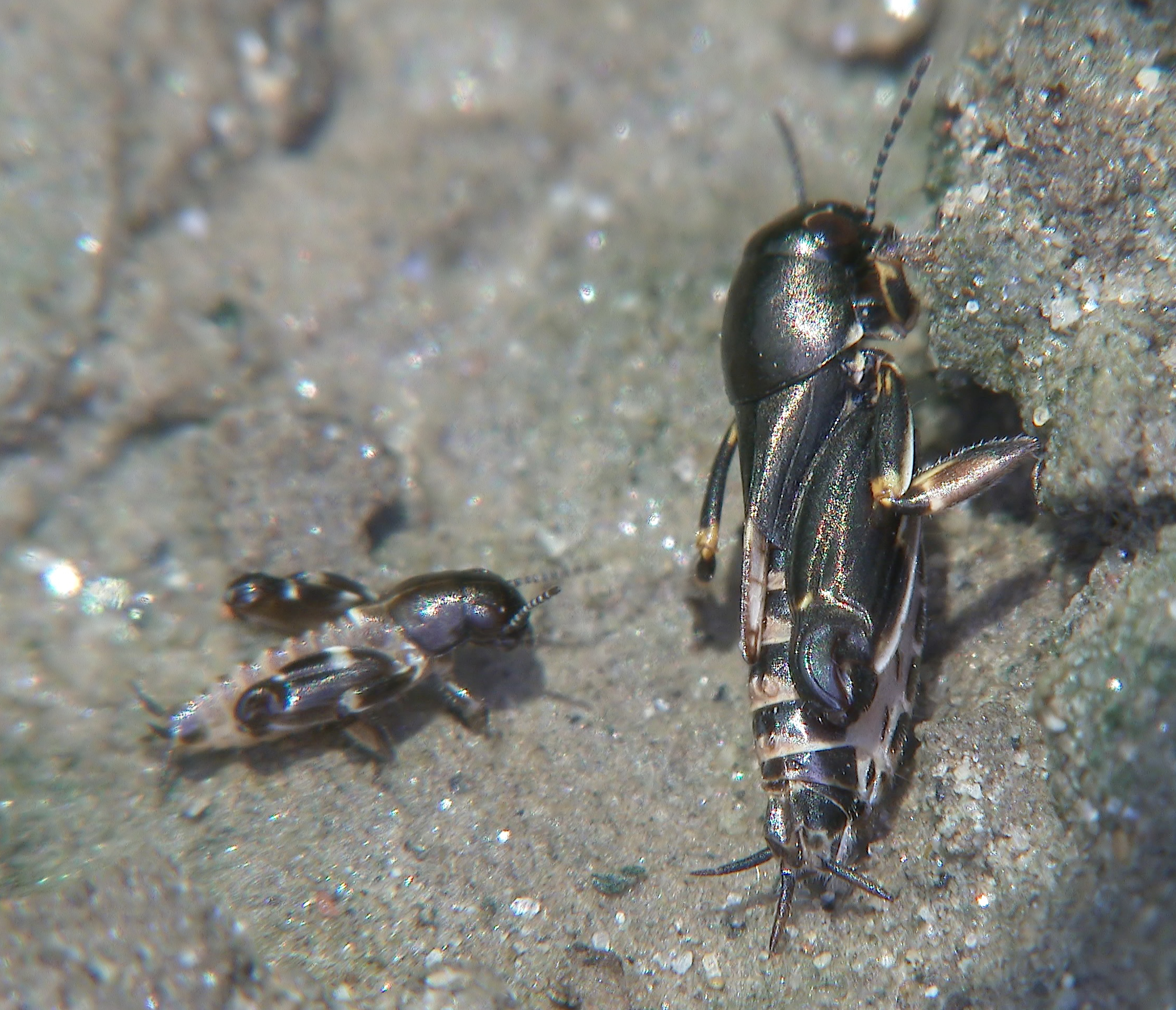
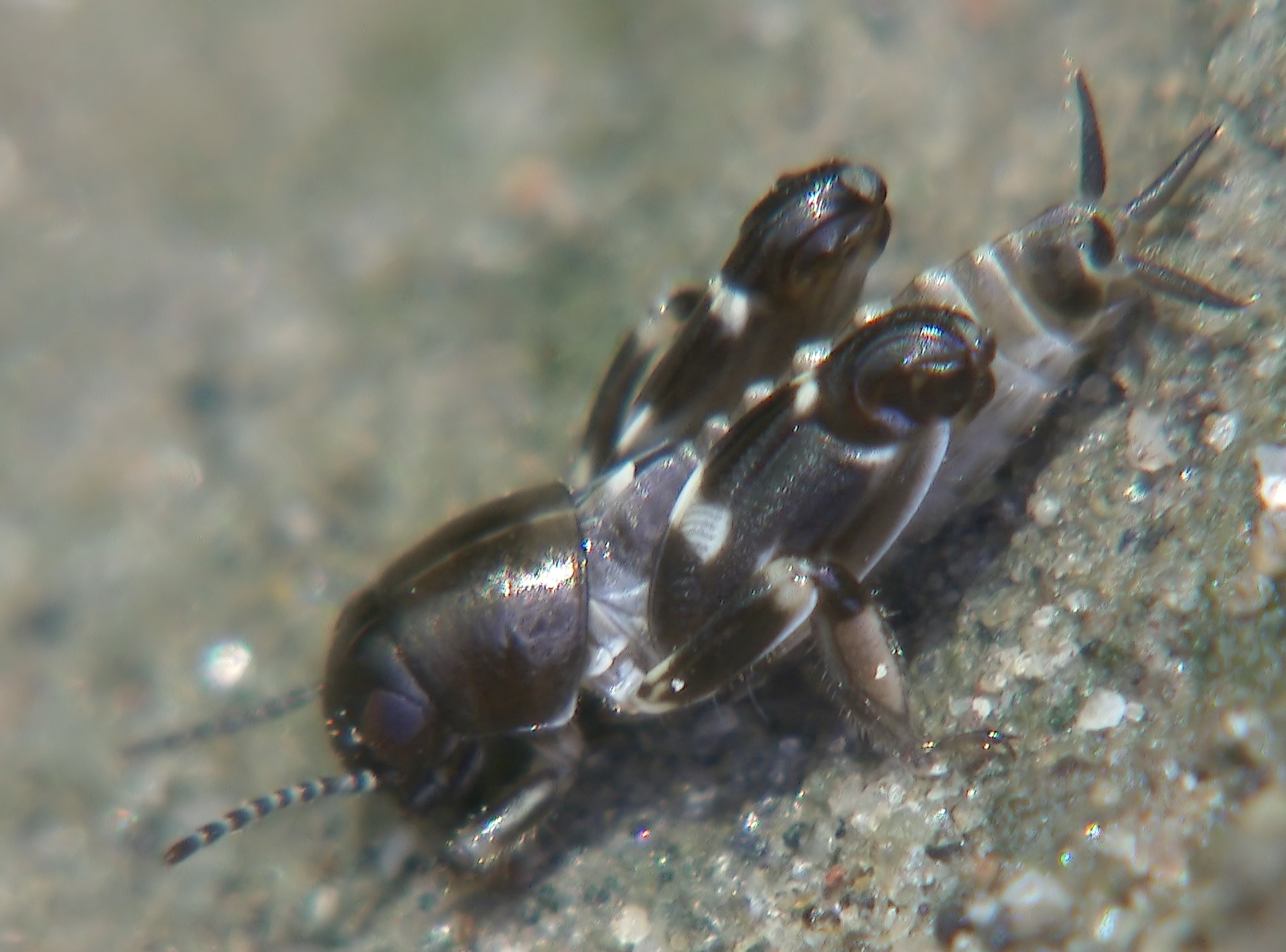
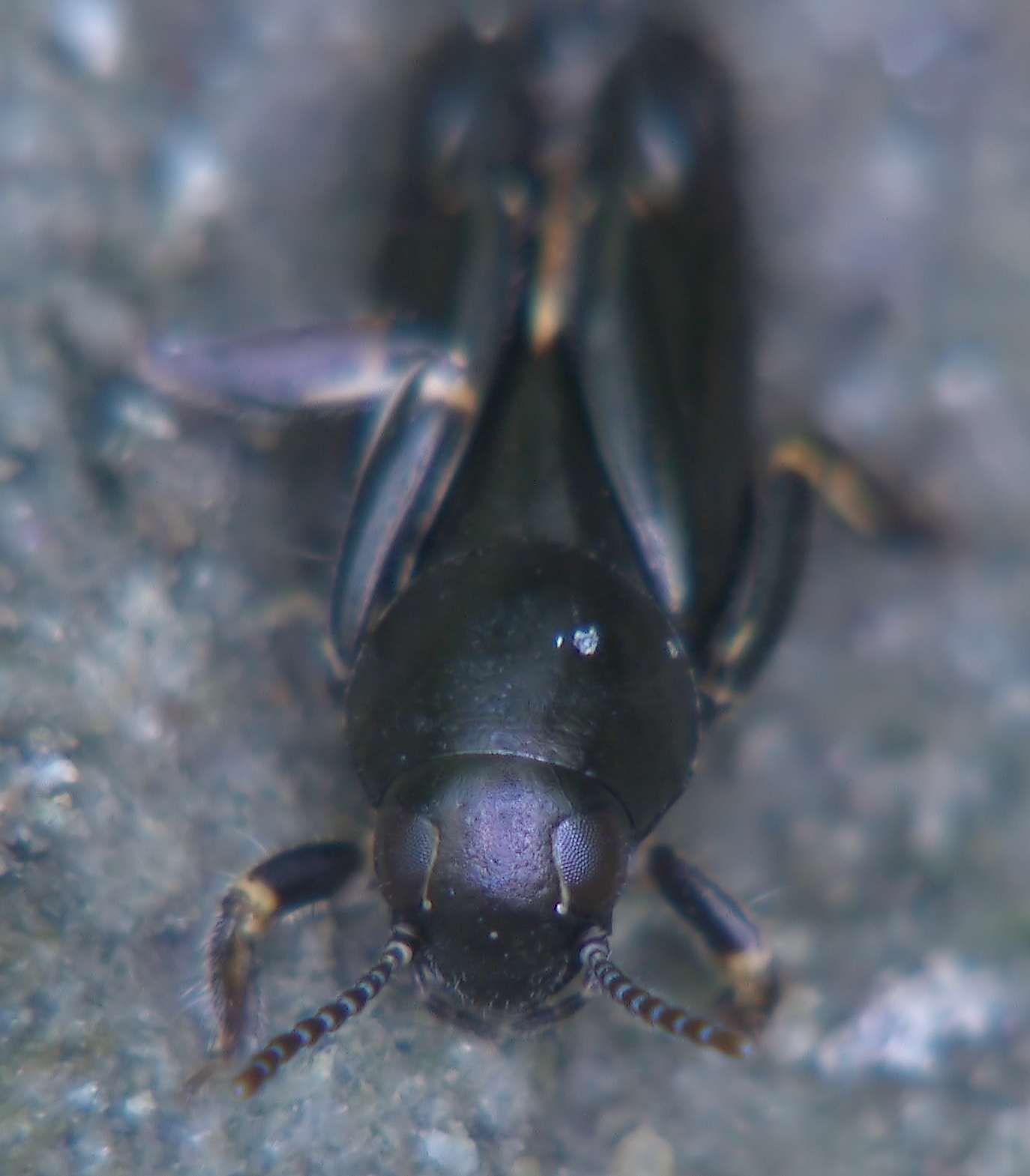

Magyarországon nem védett.